# Magellangås
Magellangås (Chloephaga picta) är en sydamerikansk fågel i familjen änder inom ordningen andfåglar.

## Utseende
Hane magellangås är tydligt vit på huvud och hals. Vissa hanar har även rent vitt på bröst och buk, medan andra har mörkbandad kropp. Honan är mycket annorlunda, brunaktig med rostbrun till gråbrunt på huvud och hals. Båda könen har tydliga svartvita vingteckningar som syns väl i flykten.

## Utbredning och systematik
Magellangåsen förekommer i sydligaste Sydamerika. Den delas upp i två underarter med följande utbredning:
- Chloephaga picta picta – förekommer i södra Chile och södra Argentina; övervintrar från norra till mellersta delarna av Chile och i norra Argentina.
- Chloephaga picta leucoptera – förekommer på Falklandsöarna

## Levnadssätt
Magellangåsen hittas i par eller flockar utmed vägar i gräsmarker, våtmarker, vid sjöar och utmed kuster.

## Status och hot
Magellangåsen har ett stort utbredningsområde och en stor population, men tros minska i antal, dock inte tillräckligt kraftigt för att den ska betraktas som hotad. IUCN kategoriserar därför arten som livskraftig (LC). Världspopulationen uppskattas till mellan 125 000 och 270 000 vuxna individer.

## Bildgalleri

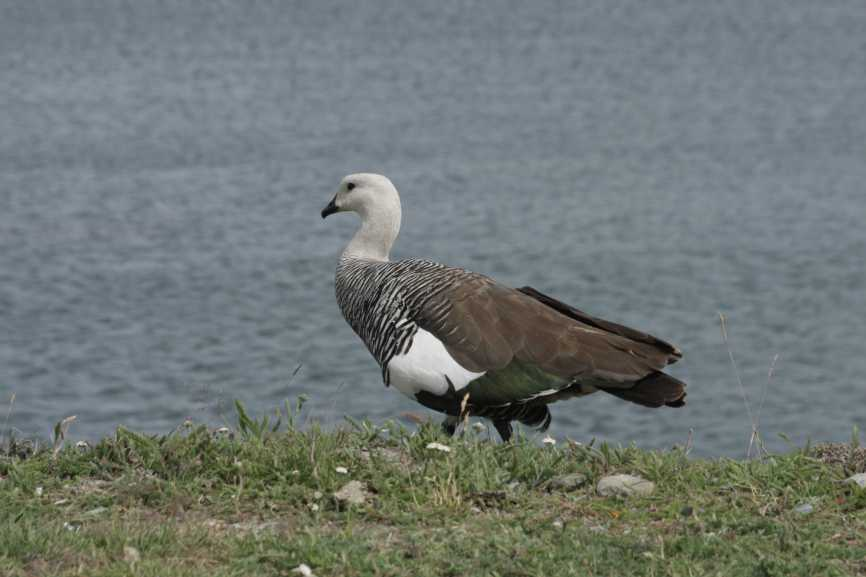
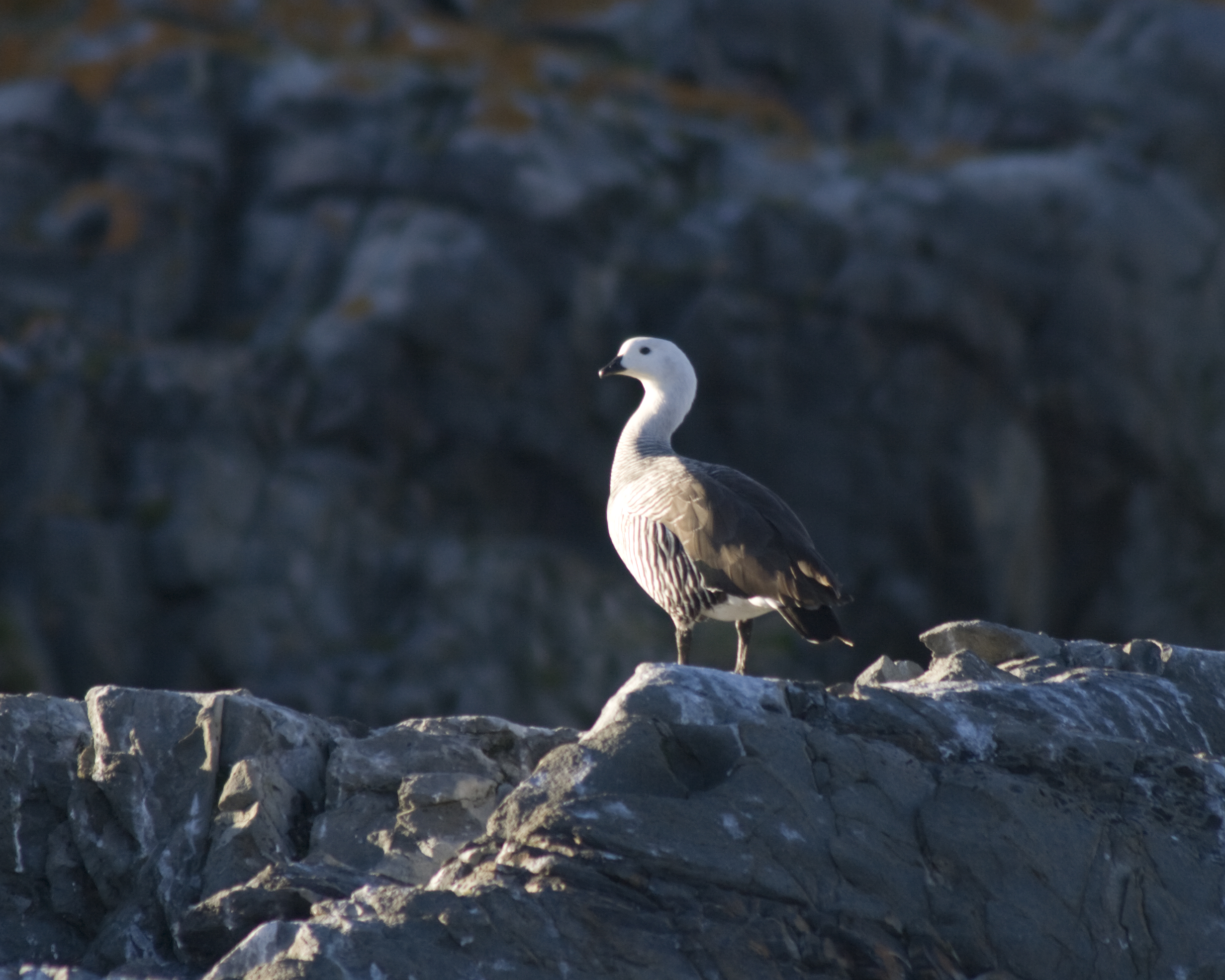
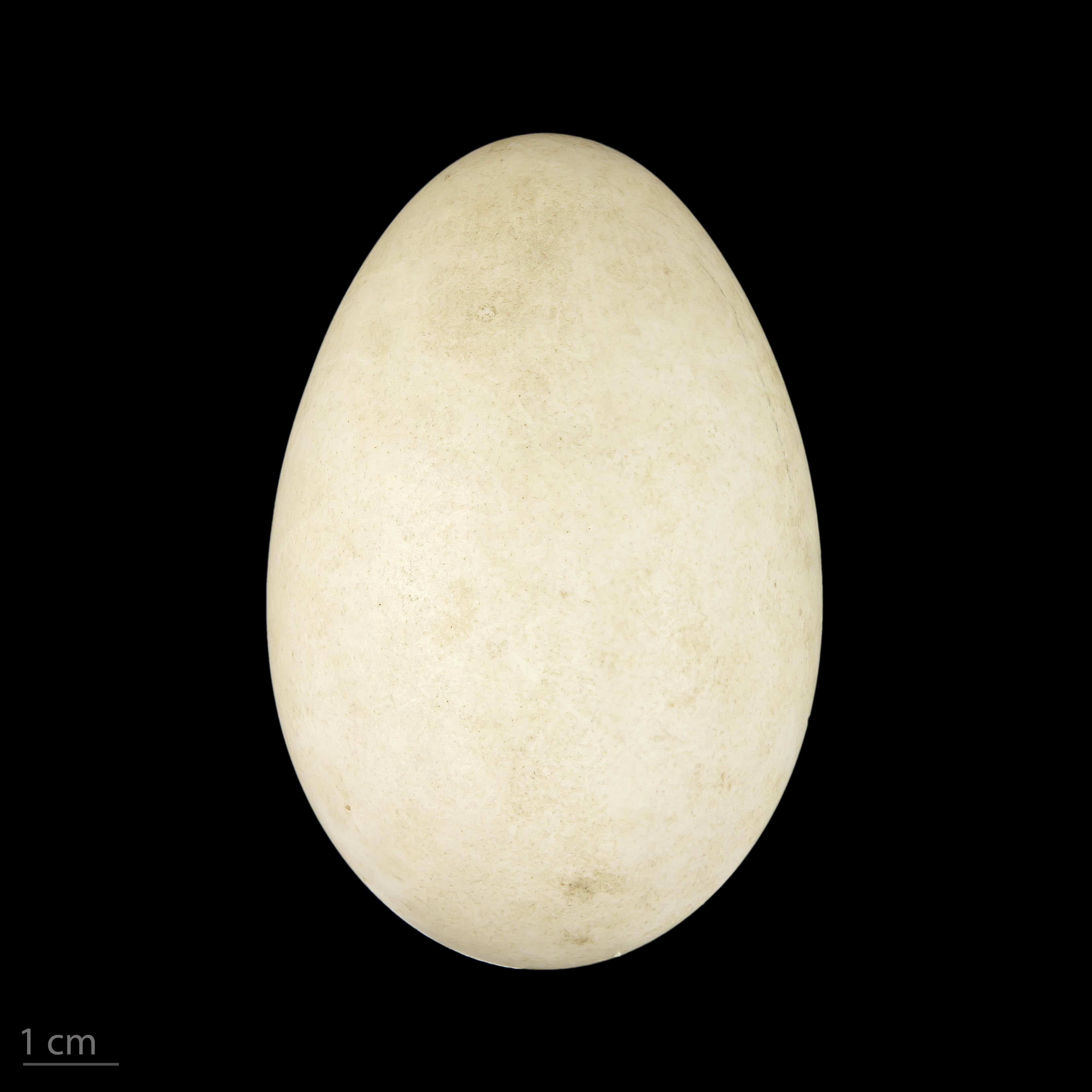
Museum specimen